# Oksana Lyniv
Oksana Lyniv (en ukrainien : Оксана Ярославівна Линів) est une cheffe d'orchestre ukrainienne née le 6 janvier 1978 à Brody en Ukraine.

## Biographie
Née le 6 janvier 1978 en Ukraine, Lyniv est la fille de deux musiciens et la petite-fille d'un chef de chœur. Son père est également chef de chœur. Dans sa jeunesse, elle a étudié le piano, la flûte, le violon et le chant. De 1992 à 1996, elle étudie la flûte et la direction d'orchestre à l'école de musique Stanislav Liudkevych de Lviv. Elle a dirigé un orchestre à l'âge de 16 ans et cette expérience a initié son intérêt pour la direction d'orchestre. De 1996 à 2003, elle était étudiante en direction d'orchestre à l'Académie de musique Lysenko à Lviv. Au cours de ses études, Lyniv est devenue chef assistante de Myron Yusypovych à l'Opéra de Lviv. En 2003, elle est devenue le principal chef invité de l'Orchestre symphonique Leopolis.
De 2008 à 2013, Lyniv a été nommée adjointe au chef d'orchestre de l'Opéra national d'Odessa. Elle a travaillé sur la création d'un orchestre national de jeunes en Ukraine. Lyniv a fait partie de l'équipe de direction de l'Opéra d'État de Bavière, en tant que cheffe assistante de Kirill Petrenko, de 2013 à 2017. Son travail à l'Opéra d'État de Bavière a inclus la direction de productions de Mirandolina (Martinu), Die Soldaten (Zimmermann) , Selma Ježková (Poul Ruders) et Mauerschau (Hauke Berheide).
En octobre 2016, Lyniv a fait sa première apparition en tant que cheffe invitée avec l'Opéra de Graz, dans une production de La Traviata. Sur la base de cet engagement, en février 2017, l'Opéra de Graz a annoncé sa nomination en tant que prochaine cheffe d'orchestre de l'Opéra de Graz et de l'Orchestre philharmonique de Graz, avec un contrat initial de trois ans. Cette nomination marque son premier poste de cheffe d'orchestre. Elle est la première femme cheffe d'orchestre à être nommée cheffe d'orchestre de l'Opéra de Graz et de l'Orchestre philharmonique de Graz. Elle a terminé son mandat à Graz à la fin de la saison 2019-2020.
En mars 2021, Lyniv a fait sa première apparition en tant que chef d'orchestre invitée au Teatro Comunale di Bologna, dans un concert de quarantaine en streaming sans public. En mai 2021, elle a été invitée à diriger au Teatro Comunale di Bologna lors d'un concert avec un public présent. Le 25 juillet 2021, Lyniv a dirigé la première soirée de la nouvelle production du Festival de Bayreuth Der fliegende Holländer. Elle devient ainsi la première femme chef d'orchestre à avoir dirigé un opéra de Wagner au Festival de Bayreuth. En octobre 2021, le Teatro Comunale di Bologna a annoncé la nomination de Lyniv en tant que nouveau directeur musical, à compter de janvier 2022, avec un contrat initial de trois ans. Lyniv est la première femme cheffe d'orchestre à être nommée directrice musicale d'un opéra italien.